# Miconia nambyquarae
Miconia nambyquarae är en tvåhjärtbladig växtart som beskrevs av Frederico Carlos Hoehne. Miconia nambyquarae ingår i släktet Miconia och familjen Melastomataceae. Inga underarter finns listade i Catalogue of Life.